# Municipio de Koehler
El municipio de Koehler (en inglés: Koehler Township) es un municipio ubicado en el condado de Cheboygan en el estado estadounidense de Míchigan. En el año 2010 tenía una población de 1283 habitantes y una densidad poblacional de 10,77 personas por km².

## Geografía
El municipio de Koehler se encuentra ubicado en las coordenadas 45°25′23″N 84°31′21″O / 45.42306, -84.52250. Según la Oficina del Censo de los Estados Unidos, el municipio tiene una superficie total de 119.13 km², de la cual 112.81 km² corresponden a tierra firme y (5.31%) 6.32 km² es agua.

## Demografía
Según el censo de 2010, había 1283 personas residiendo en el municipio de Koehler. La densidad de población era de 10,77 hab./km². De los 1283 habitantes, el municipio de Koehler estaba compuesto por el 96.26% blancos, el 0.39% eran afroamericanos, el 1.4% eran amerindios, el 0.31% eran asiáticos, el 0.16% eran isleños del Pacífico, el 0.08% eran de otras razas y el 1.4% pertenecían a dos o más razas. Del total de la población el 0.94% eran hispanos o latinos de cualquier raza.